# Polityka społeczna
Polityka społeczna – przyjęty i realizowany przez władzę publiczną i organizacje pozarządowe zespół długofalowych działań na rzecz zaspokajania potrzeb i rozwiązywania problemów społecznych. Polityka społeczna to również dziedzina nauk społecznych zajmująca się teorią polityki społecznej. Nauka o polityce społecznej znajduje zastosowanie przy konstruowaniu programów gospodarczych i społecznych partii politycznych a wyborcy oczekują ich realizacji w zgodzie z deklaracjami przedwyborczymi. Polska przyjęła w Konstytucji model społecznej gospodarki rynkowej.
W zakres zainteresowań polityki społecznej wchodzą zagadnienia prawne, polityczne, socjologiczne, ekonomiczne w następujących obszarach:
- polityka demograficzna (ludnościowa) i polityka rodzinna
- polityka edukacyjna (oświatowa)
- polityka kulturalna
- polityka ochrony zdrowia
- polityka mieszkaniowa
- polityka migracyjna
- polityka zatrudnienia (przeciwdziałanie bezrobociu, kształtowanie płac i warunków bezpieczeństwa pracy)
- polityka zabezpieczenia społecznego i pomocy społecznej
- polityka ochrony środowiska naturalnego
- polityka prewencji i zwalczania zjawisk patologii.

## Cele polityki społecznej
Wśród wielu celów polityki społecznej możliwe jest wyróżnienie:
- bezpieczeństwo socjalne, które obejmuje zapewnienie dochodów i usług w sytuacji wystąpienia ryzyka socjalnego (choroba, inwalidztwo, starość, śmierć, bezrobocie)
- inwestycje w człowieka – tworzenie równych szans rozwoju ludzi, kształcenie młodego pokolenia (są czynnikiem rozwoju ekonomicznego sprawiając, że wartości socjalne uzależnione są od polityki gospodarczej)
- ład społeczny – jest podstawą stabilizacji życiowej ludzi, współpracy w osiąganiu celów, tolerancji różnic między ludźmi. Wartość pokoju społecznego rośnie wraz z osiąganiem dobrobytu i stabilizacji politycznej
- życie rodzinne – akcentowanie życia rodzinnego oznacza powrót do wartości związków między ludźmi i poczucia bezpieczeństwa na podstawie więzi emocjonalnych i uczuciowych. Wychowanie przyszłych generacji wymaga wsparcia rodzin nie tylko ubogich i nie tylko materialnego ze strony osób i instytucji.

Polityka społeczna zajmuje się każdą istotną dla organizacji życia publicznego kwestią społeczną, tj. każdym zjawiskiem, które na masową skalę stanowi o braku komfortu życia społecznego i może okazać się dotkliwe dla potencjału osobowego społeczeństwa. Brak zapobiegania narastającym problemom społecznym może prowadzić do upośledzenia poszczególnych środowisk i kategorii ludności (np. marginalizacji) oraz konfliktami zakłócającymi funkcjonowanie społeczeństwa.

## Etapy rozwoju polityki społecznej
Okres do lat 80. XIX wieku w polityce społecznej oznacza czas od tzw. prawa ubogich do pierwszych ustaw ubezpieczeniowych. W 1601 r. wprowadzono w Anglii pierwszą ustawę o prawie ubogich, a w 1795 wprowadzono zasiłki wyrównawcze do płac. Od XIX w. polityka społeczna pozostaje w ścisłym związku z kwestią robotniczą. Wczesnemu rozwojowi kapitalizmu towarzyszyły nierówności uderzające w godność człowieka marginalizujące ludzi bezdomnych, głodnych, bez pracy, chorych. Te kategorie osób były spychane w nieekonomiczny niebyt stąd pojawiły się wysiłki państwa na rzecz usunięcia istniejących nierówności. 
Lata 1880–1930 to czas eksperymentu i poszukiwań w polityce społecznej koncentrujących się wokół znalezienia najlepszych sposobów ingerencji państwa w sprawy socjalne. Istotną rolę w kształtowaniu współczesnej polityki społecznej odegrał kanclerz Niemiec Otto von Bismarck, który był inicjatorem wprowadzenia 3 rodzajów obowiązkowego ubezpieczenia:
- ubezpieczenie na wypadek choroby (1883)
- ubezpieczenie od wypadków przy pracy (1884)
- ubezpieczenie w razie starości i inwalidztwa (1889)

Ustawy niemieckie dały silny impuls do poszukiwania najlepszych sposobów rozwiązania kwestii socjalnej, wiele krajów uznało je za rozwiązanie modelowe i warte naśladowania. Bismarck udowodnił, że zaangażowanie państwa w sprawy socjalne jest nie tylko możliwe, ale i korzystne z punktu widzenia utrzymania porządku społecznego i poprawy położenia pracowników najemnych. 
W latach 1930–1950 kształtuje się konsensus wokół idei prowadzenia przez państwo polityki społecznej. To okres rozbudowy systemu świadczeń socjalnych i szeroko rozumianych usług socjalnych. Do systemu świadczeń socjalnych włączane są kolejne grupy obywateli oraz wprowadzane nowe rodzaje świadczeń. System świadczeń w pierwotnej fazie obejmował tylko robotników w niebezpiecznych branżach, następnie ubezpieczeniami objęto innych pracowników przemysłowych, potem robotników wiejskich.
W latach 1950–1975 w większości krajów wysoko rozwiniętych, nasilały się głosy krytykujące rozmiary zaangażowania władz publicznych w realizację. W tym okresie nastąpiło rozszerzenie zakresu wszystkich rodzajów ubezpieczeń społecznych i pozostałych świadczeń socjalnych, nastąpiło podwyższenie wysokości świadczeń oraz wydłużenie okresu wypłacania. 
W tym okresie nastąpił proces dyfuzji polegający na tym, że świadczenia socjalne wywalczone przez jedne grupy zawodowe stawały się punktem odniesienia dla roszczeń kolejnych grup zawodowych, przy czym poziom świadczeń uzyskany przez grupy najbardziej uprzywilejowane wyznaczały docelowy i pożądany standard o który wszystkie kolejne grupy starały się zabiegać. 
Od około 1975 r. do końca XX wieku nastąpiło przewartościowanie priorytetów polityki społecznej. W większości krajów był to okres kryzysu naftowego i okres cenzury dla polityki społecznej. W okresie tym chodziło o dostosowanie systemu świadczeń socjalnych do zmniejszonych możliwości finansowych państwa. Większość zmian polegała na zaostrzeniu kryteriów korzystania ze świadczeń. Nastąpiła zmiana priorytetów w polityce społecznej na korzyść ludzi młodych i osób aktywnych zawodowo, np. rozbudowa różnych form przekwalifikowania, wyszkolenia oraz wspierania mobilności zawodowych. Przyjęto pewną strategię inwestowania w człowieka, czemu towarzyszy poszukiwanie indywidualnych sfer zaspokajania potrzeb człowieka.

## Problemy polityki społecznej do I wojny światowej
- brak skuteczności niektórych działań
- brak podstaw teoretycznych
- upatrywanie w polityce społecznej zwiększających się obciążeń i kosztów
- zmieniony ex. post
- coraz bardziej skomplikowane zadania
- brak skoordynowania polityki społecznej z polityką gospodarczą

## Cechy polityki społecznej jako nauki
- interdyscyplinarny charakter
- teleologiczny (celowy) charakter
- praktyczny charakter
- społeczny charakter
- powiązana  z polityką gospodarczą